# Tantsura-Kramarenko
Tantsura-Kramarenko (del ruso: Танцура-Крамаренко) es un jútor del raión de Timashovsk del krai de Krasnodar, en Rusia. Está situado en la orilla derecha del río Kirpili, 10 km al sur de Timashovsk y 53 km al norte de Krasnodar, la capital del krai. Tenía 1 403 habitantes en 2010.
Es cabeza del municipio Derbentskoye, al que pertenecen asimismo Derbentski, Liutyj, Mirni, Sadovi y Topoli.

## Historia
En 1872-1875, los coroneles Kolasov y Popovich, el sótnik Projorovich y los abanderados Tantsura y Kramarenko recibieron 866 desiatinas de tierra por sus servicios militares. Organizaron para su explotación jútores, que en 1882 sumaban 22 viviendas y 116 habitantes. El mayor de ellos era el del abanderado Kramarenko, que contaba con 9 viviendas y 50 habitantes. En 1888 la administración del atamán de Medvédovskaya registraba los cinco jútores establecidos hasta el momento como colonia cosaca Korbova. A principios de la década de 1920 Kolasov y Projorovich vendieron su parte a los campesinos acomodados Fiódor Liutyj y Nikita Sosiura. En 1926 en el jútor de Sosiura se abrió una escuela primaria. En 1927 la colonia fue renombrada como Tantsura-Kramarenko.
En 1929 se creó el koljós V dobri chas (В добрый час), renombrado poco después como Novi chas (Новый час, "Nueva hora"). En 1934 su nombre cambió a Larin en homenaje al primer secretario del Cáucaso Norte del Partido Comunista de toda la Unión (bolchevique), fusilado en 1937). Ese año el koljós fue renombrado 20 let Oktiabria (20 лет Октября, "A 20 años de octubre") y se construyó el club de cultura y el complejo administrativo del koljós. El 3 de agosto de 1950 se fusionaron en él los koljoses Derbenets, Voroshílov, Telmana y Kalínina. La localidad fue electrificada en la década siguiente. En 1957 fue renombrado 40 let Oktiabria (40 лет Октября, "A 40 años de Octubre"). Entre las décadas de 1960 y 1980 se llevó a cabo un intenso trabajo de construcción de instalaciones productivas y de servicios sociales. En 1968 la escuela fue ampliada a ocho años. Tras la disolución de la Unión Soviética fue reconvertido en la cooperativa con responsabilidad limitada Topol. En el año 2000 recuperó su nombre anterior. El koljós, como unidad de producción fue disuelto en 2005.